# 350年
| 千纪： | 1千纪                                                                                                |
| 世纪： | 3世纪 \| 4世纪 \| 5世纪                                                                              |
| 年代： | 320年代 \| 330年代 \| 340年代 \| 350年代 \| 360年代 \| 370年代 \| 380年代                            |
| 年份： | 345年 \| 346年 \| 347年 \| 348年 \| 349年 \| 350年 \| 351年 \| 352年 \| 353年 \| 354年 \| 355年      |
| 纪年： | 庚戌年（狗年）；东晋永和六年；前凉建兴三十八年；后赵青龍元年，永宁元年；代国建国十三年；冉魏永兴元年 |

## 大事记
- 中国
  - 二月，慕容儁命慕容垂領兵伐後趙，三月燕軍攻下薊城。
  - 冉閔發動後趙漢人屠殺胡人，「一日之中，斬首數萬。閔親帥趙人以誅胡、羯，無貴賤、男女、少長皆斬之，死者二十餘萬，屍諸城外，悉爲野犬豺狼所食。其屯戍四方者，閔皆以書命趙人爲將帥者誅之，或高鼻多鬚濫死者半。」[1]
  - 冉闵建立冉魏。
  - 石虎之子石祗聽說其兄皇帝石鑒被冉閔殺死，於是在襄國（今河北省邢台市）自立為帝，並起兵討伐冉閔。
  - 投降東晉的苻洪在後趙大亂時試圖謀取中原。最終雖然遭毒殺，其子苻健成功奪下關中，建國前秦，與東晉斷絕。
  - 東晉朝廷決定乘後趙大亂而收復中原和關中地區，任命殷浩為中軍將軍、假節、都督揚豫徐兗青五州諸軍事。
  - 11月，冉魏武悼天王冉閔率軍圍攻後趙都城襄國，爆發襄國之戰。
- 羅馬帝國
  - 馬格嫩提烏斯在西部作亂，自己稱帝，並且誅殺君士坦斯一世，不久以後，君士坦提烏斯二世揮兵西進，平定了馬格嫩提烏斯的叛亂，暫時結束帝國分裂，成為唯一的奧古斯都。

## 逝世
- 石鑒，後趙君主。
- 苻洪，前秦開國君主苻健之父。
- 褚裒，東晉外戚，官至征北大將軍、徐兗二州刺史。
- 李農，十六國時後趙大臣。
- 君士坦斯一世，羅馬帝國君士坦丁王朝皇帝（337年至350年在位），也是君士坦丁一世之子。
- 梁芬，晋朝大臣